# Neutrale waarde
De term neutrale waarde wordt gebruikt bij de dekkingsvorm Modified Condition Decision Coverage (MCDC). Bij deze dekkingsvorm moet iedere conditie één keer bepalend zijn geweest voor de uitkomst van de beslissing. Dit impliceert dat alle andere condities in die beslissing een zodanige waarde moeten krijgen die geen invloed mag hebben op de uitkomst van de beslissing.

## Neutrale waarde bij EN
Stel:Een beslissing (R) bestaat uit twee condities A en B. De notatie wordt dan R = A EN B.
Als conditie A bepalend moet zijn voor de uitkomst van de beslissing R, moet dus alleen conditie A leidend zijn voor de uitkomsten WAAR en ONWAAR van de beslissing R.
Dit kunnen we dus als volgt alvast invullen:
| Beslissing R = A EN B | Conditie A | Conditie B |
| --------------------- | ---------- | ---------- |
| WAAR                  | WAAR       | ..         |
| ONWAAR                | ONWAAR     | ..         |

De waarde voor B op de puntjes kan als volgt worden bepaald:
- Om R = WAAR te maken, moet conditie B ook WAAR zijn, immers WAAR en WAAR = WAAR.
- Om R = ONWAAR te maken is het voldoende om een van de condities ONWAAR te maken. A is al ONWAAR, dus B moet WAAR zijn.

De neutrale waarde bij EN is dus WAAR

## Neutrale waarde bij OF
Stel:Een beslissing (R) bestaat uit twee condities A en B. De notatie wordt dan R = A OF B.
Als conditie A bepalend moet zijn voor de uitkomst van de beslissing R, moet dus alleen conditie A leidend zijn voor de uitkomsten WAAR en ONWAAR van de beslissing R.
Dit kunnen we dus als volgt alvast invullen:
| Beslissing R = A OF B | Conditie A | Conditie B |
| --------------------- | ---------- | ---------- |
| WAAR                  | WAAR       | ..         |
| ONWAAR                | ONWAAR     | ..         |

De waarde voor B op de puntjes kan als volgt worden bepaald:
- Om R = WAAR te maken, is het voldoende om een van de condities WAAR te maken. A is al WAAR, dus B moet ONWAAR zijn.
- Om R = ONWAAR te maken, moet conditie B ook ONWAAR zijn, immers ONWAAR of ONWAAR = ONWAAR

De neutrale waarde bij OF = ONWAAR